# Candelária Sport Clube
Maillots
Le Candelária Sport Clube ou Candelária SC est un club portugais de rink hockey situé à Candelária dans les Açores. 

## Palmarès
Le club a participé en 2011 à la dernière phase de la Ligue Européenne.